# Gebersdorf (Nürnberg)
Gebersdorf ist ein Stadtteil der kreisfreien Stadt Nürnberg und liegt im Südwesten der Stadt. Der Statistische Bezirk 61 ist Teil der Gemarkung 3427 Großreuth bei Schweinau. Gebersdorf grenzt direkt an die Nürnberger Stadtteile Großreuth bei Schweinau, Kleinreuth bei Schweinau und Röthenbach bei Schweinau sowie die benachbarten Städte Fürth, Stein und Oberasbach an. Im Stadtteil befinden sich das Großkraftwerk Franken 1 und das zentrale Bundesbahn-Umformwerk Nürnberg-Stein, welches den Bahnstrom für den Großraum Nürnberg herstellt, sowie das Gewerbegebiet Südwestpark.

## Geographie
Gebersdorfs Grenzen werden von der Rothenburger Str. im Norden, dem Main-Donau-Kanal im Osten, der Bahnstrecke Nürnberg–Crailsheim im Süden und der Rednitz im Westen gezogen. Südlich der genannten Bahnstrecke wird auch das Gebiet um das Großkraftwerk Franken 1 und um den Bahnhof Nürnberg-Stein zu Gebersdorf gerechnet. Im Westen grenzt Gebersdorf an Fürth und das Naturschutzgebiet Hainberg in Oberasbach. Ein kleiner Teil dieses Naturschutzgebiets gehört jedoch zu Gebersdorf. Bis Anfang der 1990er Jahre wurde der Hainberg noch als Truppenübungsplatz der US-Armee genutzt.

## Geschichte
1303 übertrug der Nürnberger Burggraf Konrad II. († 1314) den Ort als Jahrtagsstiftung mit elf weiteren Orten, darunter auch Gebersdorf, dem Domkapitel Bamberg. In beiden Markgrafenkriegen (1449–1450 und 1552–1555) wurde der Ort niedergebrannt, 1632 lag er mitten im Kriegsschauplatz des Dreißigjährigen Kriegs.
Gegen Ende des 18. Jahrhunderts gab es in Gebersdorf 10 Anwesen. Das Hochgericht übte das brandenburg-ansbachische Oberamt Cadolzburg aus, was aber von der Reichsstadt Nürnberg bestritten wurde. Die Dorf- und Gemeindeherrschaft hatten das Landpflegamt Nürnberg und das bambergische Dompropsteiamt Fürth gemeinsam inne. Grundherren waren das Dompropsteiamt Fürth (4 Güter); die Reichsstadt Nürnberg: St.-Klara-Amt (2 Hintersassen), Landesalmosenamt (1 Hintersasse); Nürnberger Eigenherren Grundherr (1 Hof), von Gugel (1 Gut), von Oelhafen (1 Gut).
1796 ging der Ort in preußischen Besitz über, seit 1806 gehört Gebersdorf zu Bayern. Im Rahmen des Gemeindeedikts wurde Gebersdorf dem 1808 gebildeten Steuerdistrikt Großreuth bei Schweinau und der im selben Jahr gegründeten Ruralgemeinde Großreuth bei Schweinau zugeordnet. In der freiwilligen Gerichtsbarkeit unterstanden 2 Anwesen bis 1812 und von 1821 bis 1848 dem Patrimonialgericht Gebersdorf und 1 Anwesen von 1821 bis 1848 dem Patrimonialgericht Buchschwabach.
Am 1. Januar 1899 wurde Gebersdorf nach Nürnberg eingemeindet. 1912/13 wurde auf der Gemarkung von Gebersdorf das Großkraftwerk Franken errichtet. 1989 hat sich die Bleistiftfabrik Lyra in Gebersdorf niedergelassen, ab 1990 wurde das Gewerbegebiet Südwestpark geschaffen.

### Einwohnerentwicklung
| Jahr      | 001818 | 001824 | 001840 | 001861 | 001871 | 001885 | 001900 |
| Einwohner | 98     | 109    | 131    | 160    | 177    | 249    | 427    |
| Häuser    | 14     | 13     | 15     |        |        | 25     | 36     |
| Quelle    | [ 8 ]  | [ 6 ]  | [ 9 ]  | [ 10 ] | [ 11 ] | [ 12 ] | [ 13 ] |

## Religion
Der Ort ist seit der Reformation überwiegend protestantisch. Pfarrrechtlich gehörte Gebersdorf ursprünglich zu St. Johannes Baptist (Eibach). Heute sind die Einwohner evangelisch-lutherischer Konfession nach St. Stephanus gepfarrt, die Einwohner römisch-katholischer Konfession sind nach Heilig Kreuz gepfarrt. Die Kirche Heilig-Kreuz wurde in den Jahren 1936/1937 nach Plänen des Nürnberger Architekten Fritz Mayer neu erbaut. Dort findet sich ein Flügelaltar der Nürnberger Malerin Bertl Kuch, deren Ehemann Jobst Kuch die Ausmalung der Kirche ausführte.

## Baudenkmäler
- Gebersdorfer Straße 102, 104, 106: Ehemaliger Bauernhof
- Gebersdorfer Straße 114: Eingeschossiges verputztes Wohnhaus, Anfang 19. Jahrhundert, mit zweigeschossigem Giebel.[15]
- Gebersdorfer Straße 115: Gasthaus Voit
- Gebersdorfer Straße 118: Eingeschossiges Wohnhaus des 18./19. Jahrhundert, verputzt, mit dreigeschossigem Giebel.[15]
- Hügelstraße 136: Wohnhaus
- Neumühlweg 20: Evangelisch-lutherische Pfarrkirche St. Stephanus

## Verkehrsanbindung

### Verbindungen
Durch Gebersdorf verläuft als Gebersdorfer Straße die Staatsstraße 2407 von Fürth nach Kornburg. Am östlichen Rand des Stadtteils befindet sich die Südwesttangente mit Anschlussstellen bei der Hügelstraße und bei der Rothenburger Straße.
Mehrere Buslinien verbinden Gebersdorf mit den U-Bahnhöfen Röthenbach, Gustav-Adolf-Straße sowie Fürth Hauptbahnhof. Im Südwesten befindet sich der Bahnhof Nürnberg-Stein an der Bahnstrecke Nürnberg–Crailsheim, der von der S-Bahn S4 bedient wird. Mit dem Bahnhof Gebersdorf soll die U-Bahn-Linie 3 ihren Endpunkt auf Nürnberger Stadtgebiet erreichen; ein genauer Termin zu Bau und Fertigstellung steht allerdings noch aus. An dessen Stelle befand sich der Haltepunkt Fürth Süd der 1986 stillgelegten Bibertbahn. Sie zweigte im Bahnhof Nürnberg-Stein von der Crailsheimer Bahn ab und durchquerte den Stadtteil.

### Bahnhöfe und Haltepunkte

#### Fürth Süd
| Daten              | Daten                          |
| ------------------ | ------------------------------ |
| Betriebstellenart: | Haltepunkt                     |
| Bahnsteiggleise:   | 2                              |
| Abkürzung:         | NFSD                           |
| Eröffnung:         | 26. Oktober 1921               |
| Stilllegung:       | 26. September 1986             |
| Koordinaten:       | 49° 26′ 11,2″ N, 10° 59′ 39″ O |

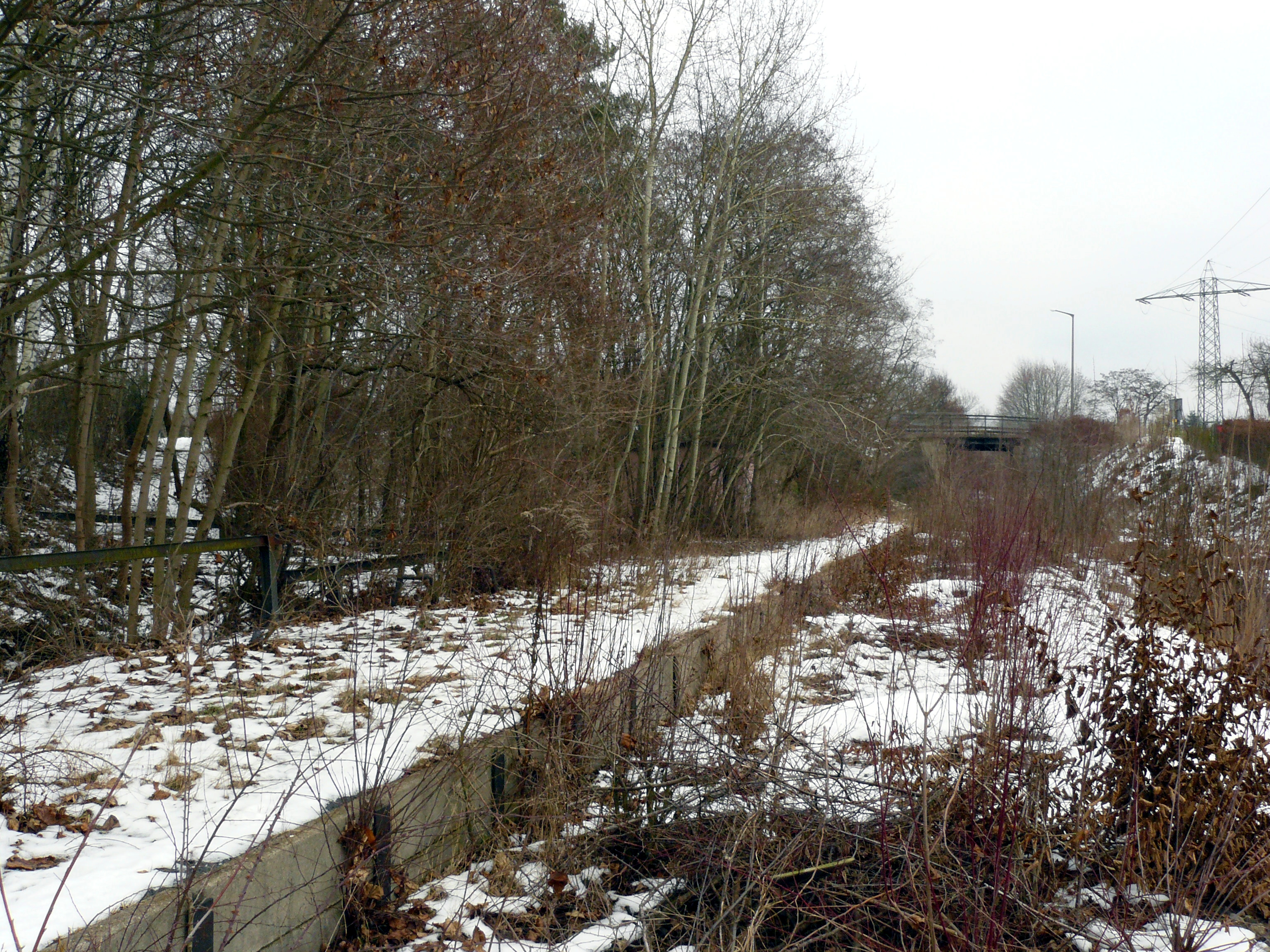
Haltepunkt Fürth Süd (Januar 2010)

Der Haltepunkt Fürth Süd lag an der Bibertbahn (Nürnberg-Stein – Unternbibert-Rügland) und befand sich südwestlich der Kreuzung der Rothenburger Straße mit der Gebersdorfer Straße und der Schwabacher Straße aus Fürth.
Er wurde am 26. Oktober 1921 durch die Königlich Bayerischen Staatseisenbahnen eröffnet. Die Stadt Fürth stellte bereits vor der Fertigstellung der Strecke im Jahr 1914 einen Antrag auf Errichtung eines Haltepunktes zwischen den Bahnhöfen Stein und Zirndorf-Altenberg, doch auf Grund des Ersten Weltkriegs verzögerte sich die Entscheidung darüber. Mit der Stilllegung der Bibertbahn am 26. September 1986 endete die Bedienung im Personenverkehr. Die Stadt Nürnberg plant die U-Bahn im Südwesten bis Gebersdorf zu verlängern und plant an der Stelle des Haltepunktes den U-Bahnhof Gebersdorf in offener Bauweise.

#### Nürnberg-Stein
Der Bahnhof Nürnberg-Stein liegt an der Bahnstrecke Nürnberg–Crailsheim und wurde am 15. Mai 1875 eröffnet.